# Araneus canalae
Araneus canalae este o specie de păianjeni din genul Araneus, familia Araneidae, descrisă de Lucien Berland în anul 1924.
Este endemică în New Caledonia. Conform Catalogue of Life specia Araneus canalae nu are subspecii cunoscute.